# Selo imeni Babuškina
Aksjonovo (in russo Аксёново?) è un centro abitato dell'Oblast' di Vologda, situato nel Babuškinskij rajon. La popolazione era di 4 035 abitanti al 2002.